# Mogens Wöldike

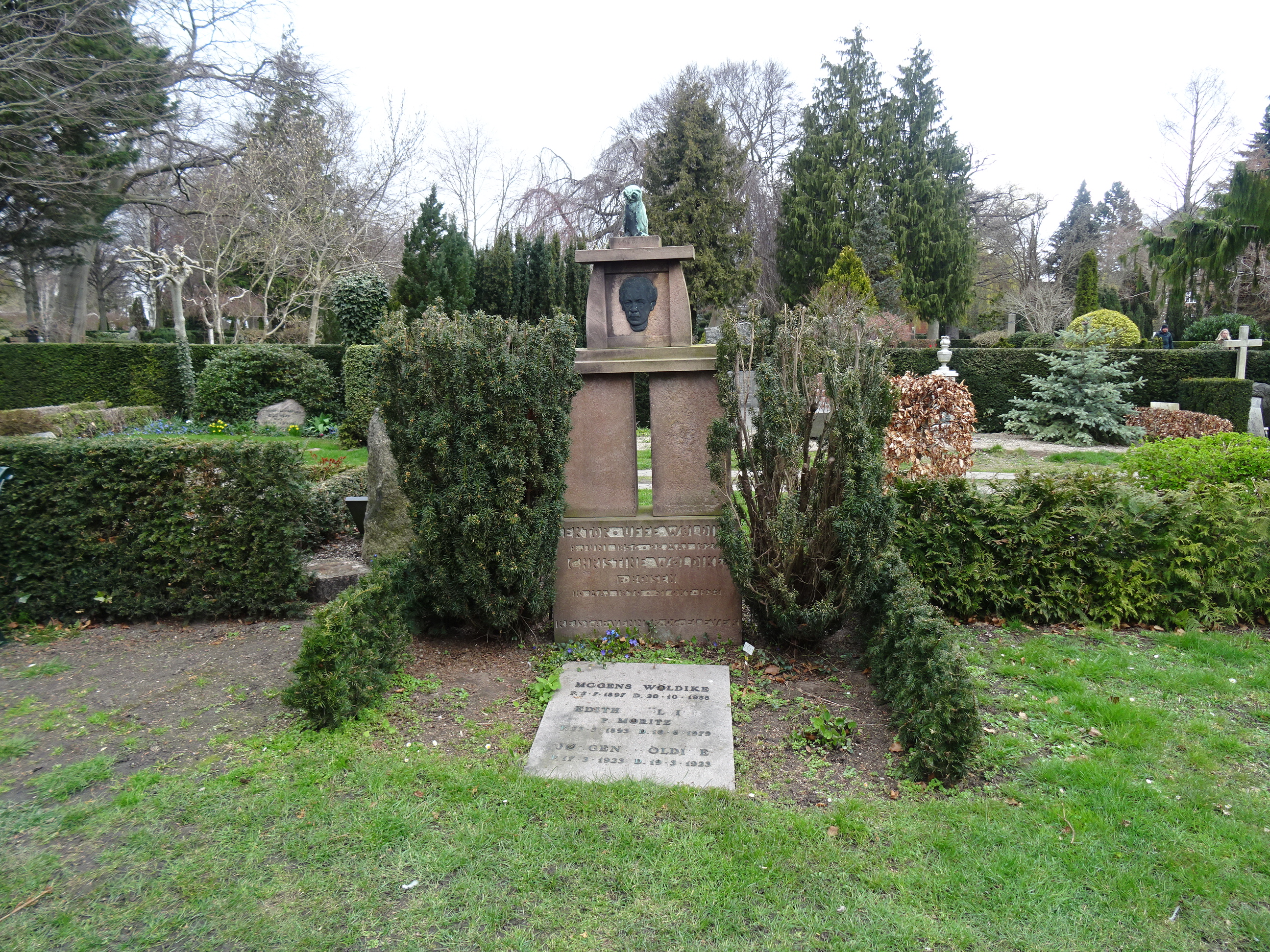
Grab des Lektors Uffe Hroar Wøldike (1856–1926) und des Chorleiters und Dirigenten Mogens Wöldike (1897–1988) auf Holmens Kirkegård in Kopenhagen.

Mogens Wöldike (* 5. Juli 1897 in Kopenhagen; † 20. Oktober 1988 ebenda) war ein dänischer Dirigent, Chorleiter und -gründer und Organist, der für seine Barock- und Klassikinterpretationen über Skandinavien hinaus bekannt war.

## Leben und Werk
Mogens Wöldike machte bereits 1916 sein Organistenexamen am Königlich Dänischen Musikkonservatorium und wurde 1919 Organist an der Reformert Kirke in Kopenhagen. Er war Schüler von Carl Nielsen und Thomas Linnemann Laub und studierte bis zu seiner Promotion 1920 an der Universität Kopenhagen Musikgeschichte.
Seit den 1920er Jahren spielte Wöldike eine bedeutsame Rolle im musikalischen Leben Dänemarks als Musikwissenschaftler und Musiker. 1921 war er Kantor an der Kopenhagener Holmens Kirke geworden und übernahm dort von Laub 1924 auch die Organistenstelle. Im selben Jahr gründete er den ersten Knabenchor Dänemarks, der 1929 in das städtische Sankt Annæ Gymnasium integriert wurde und sich zur offiziellen Gesangsschule Dänemarks entwickelte. Als königliche Kantorei Københavns Drengekor residiert sie seit 1959 an der Kopenhagener Frauenkirche (Kopenhagener Dom). 1931 wurde Wöldike Organist an der Christiansborger Schlosskirche (Christiansborg Slotskirke), von 1959 bis 1972 hatte er diese Position an der Kopenhagener Kathedrale inne.
1932 gründete Wöldike den Dänischen Rundfunkchor Kopenhagen, von 1943 bis 1945 war er Dirigent beim Orchester von Radio Schweden und von 1950 bis 1976 Dirigent des Dänischen National-Sinfonieorchesters. Nach dem Zweiten Weltkrieg erwarb er sich internationale Reputation durch regelmäßige Gastdirigate und Tourneen in Europa und den Vereinigten Staaten.
Er veröffentlichte neben vielen anderen Aufnahmen Masterpieces of Music before 1750 und sämtliche Kantaten Buxtehudes. Einige seiner Schallplattenaufnahmen, die seine Bekanntheit weltweit verbreiteten, sind zumindest in Auszügen bis heute erhältlich: Bachs Matthäus-Passion, Händels Saul und Messias, einige Haydn-Sinfonien und dessen Missa in tempore belli, außerdem Kompositionen seines Lehrers Carl Nielsen.

## Auszeichnungen und Ehrungen
- Er wurde am 5. Januar 1948 von König Frederik IX. von Dänemark mit der dänischen Verdienstmedaille Ingenio et arti ausgezeichnet.[1]
- Ritter des schwedischen Wasaordens und des dänischen Dannebrog-Ordens
- Léonie-Sonning-Musikpreis (1976)